# Sé (Faro)
Sé ist ein Ort und eine ehemalige Gemeinde (Freguesia) im portugiesischen Kreis Faro. Die Gemeinde hatte 28.975 Einwohner (Stand 30. Juni 2011).
Sie bildete eine der Innenstadtgemeinden Faros. Einige der wichtigsten Bauwerke der Stadt befinden sich hier, darunter die namensgebende Kathedrale (Sé), in der sich die bekannte Orgel der Kathedrale von Faro befindet.
Mit der Gebietsreform vom 29. September 2013 wurden die Stadtgemeinden Faro (Sé) und Faro (São Pedro) zur neuen Gemeinde União das Freguesias de Faro (Sé e São Pedro) zusammengeschlossen. Faro (Sé) ist Sitz dieser neu gebildeten Gemeinde.